# Johann Georg Neumann
Johann Georg Neumann (1661-1709) fue un teólogo e historiador eclesiástico luterano alemán.
Nacido en Mörz y educado en Zittau, Neuman se matriculó en la Universidad de Wittenberg el 15 de mayo de 1680, recibiendo el rango de magister en menos de un año, el 25 de abril de 1681, y se convirtió en miembro de la facultad de filosofía en 1684, y en profesor titular de poética en 1690. Neumann decidió entonces estudiar teología y comenzó a dar sermones. Se doctoró en teología en 1692 y se convirtió en profesor ordinario de teología en Wittenberg. Neumann fue un pronunciado opositor al pietismo y crítico abierto de Philipp Spener. Neumann fue enterrado en Schlosskirche de Wittenberg.